# Under the Blade
Albums de Twisted Sister
You Can't Stop Rock 'n' Roll
(1983)
Under the Blade est le premier album musical du groupe Twisted Sister sorti en 1982.

## Liste des chansons
| No  | Titre                   | Durée |
| --- | ----------------------- | ----- |
| 1.  | What You Don't Know     | 4:45  |
| 2.  | Bad Boys                | 3:20  |
| 3.  | Run for Your Life       | 3:28  |
| 4.  | Sin After Sin           | 3:23  |
| 5.  | Shoot 'Em Down          | 3:53  |
| 6.  | Destroyer               | 4:16  |
| 7.  | Under the Blade         | 4:40  |
| 8.  | Tear It Loose           | 3:08  |
| 9.  | I'll Never Grow Up, Now | 4:27  |
| 10. | Day of the Rocker       | 5:03  |